# Fingers & Thumbs (Cold Summer's Day)
«Fingers & Thumbs (Cold Summer's Day)» es el vigesimosegundo disco sencillo publicado del grupo inglés de música electrónica Erasure, lanzado en 1995.
Este sencillo es una canción compuesta por (Clarke/Bell).

## Descripción
Fingers & Thumbs (Cold Summer's Day) fue el segundo sencillo del álbum Erasure. Este sencillo llegó al puesto 20 en el ranking británico y 69 en Alemania.

## Lista de temas
| Compact Disc (CDMUTE178) / (INT 826.676) 1. «Fingers & Thumbs (Cold Summer's Day)» (sencillo Mix) 4:23 2. «HI NRG» 5:54 3. «Fingers & Thumbs (Cold Summer's Day)» (Twilight 0.2) 5:10 4. «Fingers & Thumbs (Cold Summer's Day)» (Figures In Crumbs) 9:30 Compact Disc (LCDMUTE178) / (INT 826.677) 1. «Fingers & Thumbs (Cold Summer's Day)» (Tin Tin Out Remix) 8:02 2. «Fingers & Thumbs (Cold Summer's Day)» (Dub On The Moon) 8:41 3. «Fingers & Thumbs (Cold Summer's Day)» (Electrofinger) 6:56 4. «Fingers & Thumbs (Cold Summer's Day)» (Twilight Plus) 7:51 Compact Disc (Elektra-66053-2) 1. «Fingers & Thumbs (Cold Summer's Day)» (Radio Edit) 4:23 2. «Fingers & Thumbs (Cold Summer's Day)» (Tin Tin Out Remix) 8:02 3. «Fingers & Thumbs (Cold Summer's Day)» (Dub On The Moon) 8:41 4. «Fingers & Thumbs (Cold Summer's Day)» (Twilight Plus) 7:51 5. «HI NRG» 5:54 | 12″ Vinilo (12MUTE178) 1. «Fingers & Thumbs (Cold Summer's Day)» (Tin Tin Out Remix) 8:02 2. «Fingers & Thumbs (Cold Summer's Day)» (Tin Tin Out Instrumental) 8:02 3. «Fingers & Thumbs (Cold Summer's Day)» (Dub On The Moon) 8:41 4. «Fingers & Thumbs (Cold Summer's Day)» (Twilight Plus) 7:51 12″ Vinilo (Elektra-66053-0) 1. «Fingers & Thumbs (Cold Summer's Day)» (Tin Tin Out Remix) 8:02 2. «Fingers & Thumbs (Cold Summer's Day)» (Tin Tin Out Instrumental) 8:02 3. «Fingers & Thumbs (Cold Summer's Day)» (Dub On The Moon) 8:41 4. «Fingers & Thumbs (Cold Summer's Day)» (Twilight Plus) 7:51 Cassette (CMUTE178) 1. «Fingers & Thumbs (Cold Summer's Day)» (sencillo Mix) 4:22 2. «HI NRG» 5:54 |

## Créditos
Este sencillo tiene un lado B, Hi NRG que fue producido por Gareth Jones. Este tema es un cover de una canción de Levine/Trench que fue popularizada por Evelyn Thomas y en su momento fue llamada Hi Energy.

- Diseño: Slim Smith
- Arte de tapa: Ashley Potter

## Datos adicionales
Hay una versión temprana de Fingers & Thumbs (Cold Summer's Day) llamada simplemente Cold Summer's Day, con letra algo distinta. Esta versión puede encontrarse en la banda sonora de la película Wigstock.